# Mangeliidae
Mangeliidae é uma família de espécies de gastrópodes da superfamília Conoidea.

## Gêneros
Esta é uma lista dos nomes aceitos de gêneros na família Mangeliidae (a principal referência para as espécies do Holoceno é o World Register of Marine Species):

- Acmaturris Woodring, 1928
- Agathotoma Cossman, 1899
- †Amblyacrum Cossmann, 1889
- Anticlinura Thiele, 1934
- Antiguraleus Powell, 1942
- Apispiralia Laseron, 1954
- Apitua Laseron, 1954
- Austrobela Criscione, Hallan, Puillandre & Fedosov, 2020
- Bactrocythara Woodring, 1928
- Bela Gray, 1847
- Belalora Powell, 1951
- †Belidaphne Vera-Peláez, 2002
- Bellacythara McLean, 1971
- Benthomangelia Thiele, 1925
- Brachycythara  Woodring, 1928
- †Buchozia Bayan, 1873
- Cacodaphnella Pilsbry & Lowe, 1933
- Citharomangelia Kilburn, 1992
- Cryoturris Woodring, 1928
- Curtitoma Bartsch, 1941
- Cythara Fischer, 1883 (nomen dubium)
- Cytharopsis A. Adams, 1865
- Eucithara  Fischer, 1883
- Euryentmema Woodring, 1928
- Genotina Vera-Peláez, 2004
- Gingicithara Kilburn, 1992
- Glyphoturris Woodring, 1928
- Granotoma Bartsch, 1941
- Granoturris Fargo, 1953
- Guraleus  Hedley, 1918
- Hemicythara  Kuroda & Oyama, 1971
- Heterocithara  Hedley, 1922
- Ithycythara  Woodring, 1928
- Kurtzia  Bartsch 1944
- Kurtziella  Dall, 1918
- Kurtzina Bartsch, 1944
- Kyllinia Garilli & Galletti, 2007
- Leiocithara  Hedley, 1922
- Liracraea Odhner, 1924
- Lorabela Powell, 1951
- Macteola Hedley, 1918
- Mangelia Risso, 1826
- Marita  Hedley, 1922
- Mitraguraleus Laseron, 1954
- Neoguraleus  Powell, 1939
- Notocytharella  Hertlein & Strong, 1955
- Obesotoma Bartsch, 1941
- Oenopota Mörch, 1852
- Oenopotella A. Sysoev, 1988
- Papillocithara Kilburn, 1992
- Paraguraleus Powell, 1944
- Paraspirotropis Sysoev & Kantor, 1984
- Perimangelia McLean, 2000
- Platycythara Woodring, 1928
- Propebela Iredale, 1918
- Pseudorhaphitoma Boettger, 1895
- Pyrgocythara Woodring, 1928
- Rubellatoma Bartsch & Rehder, 1939
- Saccharoturris Woodring, 1928
- Sorgenfreispira Moroni, 1979
- Stellatoma Bartsch & Rehder, 1939
- Suturocythara <small Garcia, 2008
- Tenaturris Woodring, 1928
- Toxicochlespira Sysoev & Kantor, 1990
- Venustoma Bartsch, 1941
- Vexiguraleus Powell, 1942
- Vitricythara Fargo, 1953

Gêneros movidos para outras famílias
- Anacithara  Hedley, 1922: trazido para a nova família Horaiclavidae
- Austropusilla Laseron, 1954: trazido para a nova família Raphitomidae
- Belaturricula Powell, 1951: trazido para a nova família Borsoniidae
- Clathromangelia Monterosato, 1884: trazido para a nova família Clathurellidae
- Conopleura Hinds, 1844: pertence a nova familia Drilliidae
- Euclathurella Woodring, 1928 : pertence a nova familia Clathurellidae
- Glyptaesopus Pilsbry & Olsson, 1941: trazido para a nova família Borsoniidae
- Lienardia Jousseaume, 1884 : trazido para a nova família Clathurellidae
- Lioglyphostomella Shuto, 1970 : trazido para a nova família Pseudomelatomidae
- Otitoma Jousseaume, 1898: pertence a nova familia Pseudomelatomidae
- Paraclathurella Boettger, 1895: pertence a nova familia Clathurellidae
- Paramontana Laseron, 1954: pertence a nova familia Raphitomidae
- Pseudoetrema Oyama, 1953: pertence a nova familia Clathurellidae
- Thelecythara Woodring, 1928: pertence a nova familia Horaiclavidae
- Turrella  Laseron, 1954 : pertence a nova familia Clathurellidae
- Vitjazinella Sysoev 1988: pertence a nova familia Raphitomidae

Gêneros trazidos para a sinonímia
- Canetoma Bartsch, 1941: sinônimo de Propebela Iredale, 1918
- Cestoma Bartsch, 1941: sinônimo de Propebela Iredale, 1918
- Cithara: sinônimo de Cythara Schumacher, 1817
- Clathromangilia: sinônimo de Clathromangelia Monterosato, 1884: pertence agora à família Clathurellidae
- Clinuromella Beets, 1943: sinônimo de Anticlinura Thiele, 1934
- Clinuropsis Thiele, 1929: sinônimo de Anticlinura Thiele, 1934
- Cyrtocythara F. Nordsieck, 1977: sinônimo de Mangelia Risso, 1826
- Cytharella Monterosato, 1875: sinônimo de  Mangelia (Cytharella) Monterosato, 1875
- Ditoma Bellardi, 1875: sinônimo de Agathotoma Cossman, 1899
- Euguraleus Cotton, 1947: sinônimo de Guraleus Hedley, 1918
- Fehria  van Aartsen, 1988 : sinônimo de Bela Gray, 1847
- Funitoma Bartsch, 1941: sinônimo de Propebela Iredale, 1918
- Ginnania Monterosato, 1884: sinônimo de Bela Gray, 1847
- Lora Auctores non Gray, 1847: sinônimo de Oenopota Mörch, 1852
- Mangilia Lovén, 1846: sinônimo de Mangelia Risso, 1826
- Mangiliella  Bucquoy, Dautzenberg & Dollfus, 1883 : sinônimo de Mangelia Risso, 1826
- Nematoma Bartsch, 1941: sinônimo de Curtitoma Bartsch, 1941
- Nodotoma Bartsch, 1941: sinônimo de Oenopota Mörch, 1852
- Pseudoraphitoma: sinônimo de Pseudorhaphitoma Boettger, 1895
- Rissomangelia  Monterosato, 1917  : sinônimo de Mangelia Risso, 1826
- Rugocythara  Nordsieck, 1977  : sinônimo de Mangelia Risso, 1826
- Scabrella Hedley, 1918: sinônimo de Asperdaphne Hedley, 1922
- Smithia Monterosato, 1884: sinônimo de Smithiella Monterosato, 1890
- Smithiella  Monterosato, 1890  : sinônimo de Mangelia Risso, 1826
- Thelecytharella  Shuto, 1969 : sinônimo de Otitoma Jousseaume, 1898: pertence à família Pseudomelatomidae
- Thetidos Hedley, 1899: sinônimo de Lienardia Jousseaume, 1884: pertence à família Clathurellidae
- Turritomella Bartsch, 1941: sinônimo de Propebela Iredale, 1918
- Villiersiella Monterosato, 1890: sinônimo de Mangelia Risso, 1826
- Widalli Bogdanov, 1986: sinônimo de Curtitoma Bartsch, 1941
- Cythara Schumacher, 1817 (nomen dubium)